# Франц Йосиф (Австрия)
Франц Йосиф I (на немски: Franz Joseph I; на унгарски: Ferenc József I) е император на Австрия, крал на Унгария, Бохемия, Хърватия, Галиция и Лодомерия, както и Велик херцог на Краков от 1848 до смъртта си през 1916. От 1 май 1850 до 24 август 1866 е и президент на Германската конфедерация.

## Произход
Роден е на 18 август 1830 година в двореца Шьонбрун, Виена. Син е на Франц Карл Австрийски, ерцхерцог на Австрия, и София Баварска, дъщеря на баварския крал Максимилиан I Йозеф. Баща му е син на първия австрийски император Франц II (1768 – 1835) и втората му съпруга Мария-Тереза Бурбон-Неаполитанска (1772 – 1807). Брат е на мексиканския император Максимилиан I.

## Управление
Императорът Фердинанд I абдикира през декември 1848, като част от плана на министър-президента Феликс Шварценберг за потушаването на бунтовете в Австрия, което позволило на императорския племенник – Франц Йосиф да се възкачи на престола.
В управлението си Франц Йосиф поддържа реакционна политика. Обезпокоен от надигащия се унгарски национализъм в империята, през 1867 императорът дарява по-голяма самостоятелност на Унгария, и така създава двойната корона на Австро-Унгария.
След Австро-пруската война, Австрия насочва поглед към Балканите. Франц Йосиф прекратява Босненската криза, като в 1908 г. анексира Босна и Херцеговина, окупирани от австрийските войски от Берлинския конгрес в 1878 г. Това води до негодувание от останалите балкански страни.
На 28 юни 1914, убийството на престолонаследника на Австро-Унгария, Ерцхерцог Франц Фердинанд, от сръбския националист Гаврило Принцип, член на националистическата организация „Млада Босна“, довежда до обявената от Австро-Унгария война на съюзеното с Русия Кралство Сърбия, пускайки в действие редица международни съюзи, и така довежда до началото на Първата световна война.
Умира на 21 ноември 1916 година на 86-годишна възраст. Наследен е на трона от племенника си Карл I.
- Франц Йосиф I
- Карикатура от френския вестник le Petit Journal:
• вляво – Франц Йосиф отмъква Босна и Херцеговина;
• в средата – самообявилия се за цар Фердинанд I Български;
• вдясно – „ограбения“ османски султан Абдул Хамид

## Брак и деца
На 24 април 1854 г. във Виена Франц Йосиф се жени за баварската принцеса Елизабет, известна с галеното име Сиси. Тя ражда на Франц Йосиф четири деца:
- Ерцхерцогиня София Австрийска (1855 – 1857)
- Ерцхерцогиня Гизела Австрийска (1856 – 1932)
- Ерцхерцог Рудолф Австрийски (1858 – 1889)
- Ерцхерцогиня Мария Валерия Австрийска (1868 – 1924)

Дъщеря му София умира като дете. Предполага се, че синът му кронпринц Рудолф се е самоубил. Съпругата му Сиси е убита при планирано покушение в Женева, Швейцария, през 1898 г.